# Сосна Чорна (пам'ятка природи, Сокирянський район)
Сосна́ Чо́рна — ботанічна пам'ятка природи місцевого значення в Україні. Розташована в межах Сокирянського району Чернівецької області, на північ від села Ломачинці. 
Площа 8,7 га. Статус присвоєно згідно з рішенням 17-ї сесії обласної ради ХХІІІ скликання від 20.12.2001 року № 171-17/01. Перебуває у віданні ДП «Сокирянський лісгосп» (Ломачинське лісництво, кв. 16, вид. 3). 
Статус присвоєно для збереження цінних вікових насаджень сосни чорної (Pinus nigra).